# Drapeau d'Elantxobe
Le Drapeau d'Elantxobe est le prix d'une régate qui fait partie actuellement de la Ligue ARC, dans sa seconde catégorie, et qui est organisé par le Club d'aviron Elantxobe.

## Palmarès
| Edition | Année | Vainqueur               |
| I       | 1988  | Zumaia                  |
| II      | 1989  | Zumaia                  |
| III     | 1990  | Zierbena                |
| IV      | 1991  | San Juan                |
| V       | 1992  | Donibaneko Arraunlariak |
| VI      | 1993  | Donibaneko Arraunlariak |
| VII     | 1994  | Ondarroa                |
| VIII    | 1995  | Donibaneko Arraunlariak |
| IX      | 1996  | San Pedro               |
| X       | 1997  | Donibaneko Arraunlariak |
| XI      | 1998  | Orio                    |
| XII     | 1999  | Kaiku                   |
| XIII    | 2000  | Isuntza                 |
| XIV     | 2001  | Urdaibai                |
| XV      | 2002  | Urdaibai                |
| XVI     | 2003  | Orio                    |
| XVII    | 2004  | Urdaibai                |
| XVIII   | 2005  | Orio                    |
| XIX     | 2006  | Orio                    |
| XX      | 2007  | Busturialdea            |
| XXI     | 2008  | Kaiku                   |
| XXII    | 2009  | Astillero               |
| XXIII   | 2010  | Camargo                 |

### Sources
- (es) Cet article est partiellement ou en totalité issu de l’article de Wikipédia en espagnol intitulé « Bandera de Elanchove » (voir la liste des auteurs).